# Dofamin
Dofamin (укр. Дофамін) — дебютний сольний мініальбом української співачки Надії Дорофєєвої під псевдонімом «Dorofeeva». Він вийшов 19 березня 2021 року на лейблі Mozgi Entertainment, а продюсером виступив Олексій «Потап» Потапенко.

## Передісторія та запис
У 2020 році стало відомо, що гурт «Время и Стекло» розпадається. Тоді ж виконавиця оголосила про початок сольної кар'єри.
Надія Дорофєєва брала участь у написанні усіх пісень з мініальбому. Також у роботі над альбомом взяв участь Олексій «Потап» Потапенко та ді-джей Михайло «Boosin» Бусін, який відомий по роботі з дуетом «Потап и Настя» та зі співачкою MARUV.

## Реліз
Тематично композиції відображають різні етапи стосунків і почуттів. Перед виходом альбому співачка зробила анонс, опублікувавши обкладинку альбому на своїй сторінці у інстаграм та написала:
|  | Кілька років тому я почала діставати з пам'яті уривки особистих історій, намагаючись розібратися, що для мене означає любов, і перекладала свої почуття на музику і тексти. Виявляється, будь-який спогад можна перетворити на пісню. Закоханість, біль, пристрасть, насолода, залежність - ці відтінки почуттів знайомі кожному, і саме вони звучать у моєму першому міні-альбомі. |

Назва альбому — посилання до прізвища співачки і нейромедіатора дофаміну, що відповідає за почуття задоволення.
19 березня 2021 року відбувся реліз альбому. Усі 5 пісень із нього потрапили до першої десятки українського розділу на таких стрімінгових майданчиках як Apple Music, Spotify, YouTube Music.

### Сингли з альбому
Перший сингл, що отримав назву «gorit», вийшов 20 листопада 2020 року. Також на пісню було знято музичний відеокліп, режисеркою якого стала Таня Муїньо. Пісня посіла перше місце в чарті Apple Music України та утримувала лідерство протягом трьох тижнів поспіль, вона також очолила iTunes та увійшла до топ-100 світового Shazam.
Другий сингл під назвою «a tebe…» побачив світ 5 березня 2021 року. Це перша композиція за всю кар'єру співачки, у якій присутня ненормативна лексика. Саме цей трек, за словами самої Дорофєєвої, є провідним у мініальбомі.

## Відзнаки і номінації
14 грудня 2021 року організаційний комітет музичної премії «YUNA» оголосив список номінантів 11-тої церемонії вручення премії, куди, зокрема входив і перший сингл «gorit». Ця композиція отримала номінацію у категорії «Найкраща пісня іншою мовою», але перемогу отримав гурт Tvorchi з піснею «Falling».

## Список композицій
| #                          | Назва        | Автор                                                    | Тривалість |
| -------------------------- | ------------ | -------------------------------------------------------- | ---------- |
| 1.                         | «a tebe…»    | Dorofeeva, Михайло «Boosin» Бусін                        | 2:40       |
| 2.                         | «gorit»      | Dorofeeva, Олексій «Потап» Потапенко, Володимир Кагарлик | 3:01       |
| 3.                         | «bam bam»    | Dorofeeva, Boosin                                        | 2:43       |
| 4.                         | «vecherinka» | Dorofeeva, Потап                                         | 3:27       |
| 5.                         | «zavisimost» | Dorofeeva, Потап                                         | 3:09       |
| Загальна тривалість: 15:00 |              |                                                          |            |

## Характеристика композицій
Надія Дорофєєва дала коротку характеристику кожній з пісень:
- «a tebe…»

Випадок з a tebe… знайомий практично кожній з нас: твої думки про нього, а йому байдуже, ти хочеш бути разом, а він — ні, ти закохана по вуха, а йому… всеодно. Але ти не шкодуєш, що колись сказала йому ТАК.
- «gorit»

Знаєш, що то за почуття? Це коли ти повністю розчиняєшся у ньому. Тобі хочеться думати, що це назавжди … Але ти припускаєш, що це може тривати лише одну ніч. Ти знову і знову поринаєш у ці почуття… gorit.
- «bam bam»

bam bam. Коли твоє серце розбите, можна сумувати і втрачати віру в кохання, а можна все відпустити і танцювати до ранку. Включити улюблену музику та випустити все, що всередині. Танець подарує тобі dofamin.
- «vecherinka»

Коли вони вперше зустрілися поглядами, вона зрозуміла, що готова програти йому. Боротися з собою марно, коли відчуваєш, що це кохання… нехай навіть ненадовго.
- «zavisimost»

Кохання може зцілювати, а може зробити тебе залежним — zavisimost. Кохання може бути різним, але коли воно вмирає, потрібно знайти в собі сили відпустити…